# Teofil Octavian Cepraga
Teofil Octavian Cepraga (cunoscut sub numele Teo Cepraga; n. 12 martie 1946, Brașov – d. 31 ianuarie 2022) a fost un jurnalist român.

## Studii
A urmat cursurile gimnaziale și liceul la Sighișoara. După absolvirea liceului teoretic, în 1963, a fost admis la Academia de Studii Economice din București, Facultatea de Comerț.
În timpul studenției, în vacanțe activa ca ghid ONT. După absolvirea Academiei de Studii Economice, a urmat studii post-universitare de jurnalism în cadrul Academiei Ștefan Gheorghiu București, cursuri de operare PC (2001) și cursuri de producător TV (în cadrul TVR).

## Activitate profesională
După absolvirea facultății, a fost reparizat ca economist la U.J.C.C. Brașov, unde a lucrat aproape un an. La scurt timp, în urma unui concurs, a fost angajat la ziarul „România Liberă”, unde publica articole și reportaje. 
În 1970, activitatea sa s-a extins la Radioteleviziunea Română, unde a devenit realizator și producător de emisiuni, reporter, redactor, redactor de rubrică, dar și prezentator la „Radio matinal” și emisiunea „De la 1 la 3”.
A fost unul din jurnaliștii care a prezentat relătări zilnice în perioada de căutare a supraviețuitorilor în urma cutremurului din 1977.
În 1989, Cepraga era redactor principal la Televiziunea Română, în redacția de emisiuni informative. Între 1992-1996 a fost redactor șef adjunct, secretar general de redacție și realizator de emisiuni la Departamentul de emisiuni informative al TVR.
Din 1997, ca realizator, a produs emisiunile „Oferta specială”, „Zona pașilor pierduți”, „Românii de pretutindeni”, „Misterele Indoneziei” (5 episoade), pentru TVRi. În 2000, a devenit realizator al emisiunii „Matinal”, până în 2003, la TVR1, apoi a creat emisiunea „Amfitrion Diplomatic”, la TVR2. În 2005, a realizat ediții în cadrul proiectului „Ne vedem la TVR”. În 2005-2006 a fost realizator rubrică la emisiunea de divertisment „Stele de 5 stele” și, din 2007, realizator rubrică la emisiunea divertisment „O dată în viață”.

## Premii și recunoaștere
A primit mai multe diplome din partea instituțiilor cu care a colaborat – Banca Națională a României, Asociația Filateliștilor din România, Crucea Roșie, C.O.R., Centrul pentru Drepturile Omului. De asemenea, a fost decorat de Ambasada Peru, de Președintele României Emil Constantinescu („pentru corectitudinea și înaltul profesionalism cu care [a] realizat informarea opiniei publice”) și de Societatea Academică „Titu Maiorescu”, care i-a decernat Premiul „Virgil Tatomir” pentru publicistică.
În anul 2012 a fost distins cu Ordinul Ziariștilor clasa I (aur) „pentru excelență în emisiunile de actualități”.
De asemenea, din partea Societații Române de Televiziune, la aniversarea a 45 ani de la înființarea instituției, a primit diplomă cu mențiunea „datorită dumnealui, micul nostru ecran a fost de multe ori mai mare”.